# رود تیگیل
رود تیگیل (انگلیسی: Tigil) یک رودخانه در سرزمین کامچاتکای کشور روسیه است.